# Jüdischer Friedhof (Pavlov u Rynárce)
Koordinaten: 49° 23′ 45,7″ N, 15° 15′ 7″ O

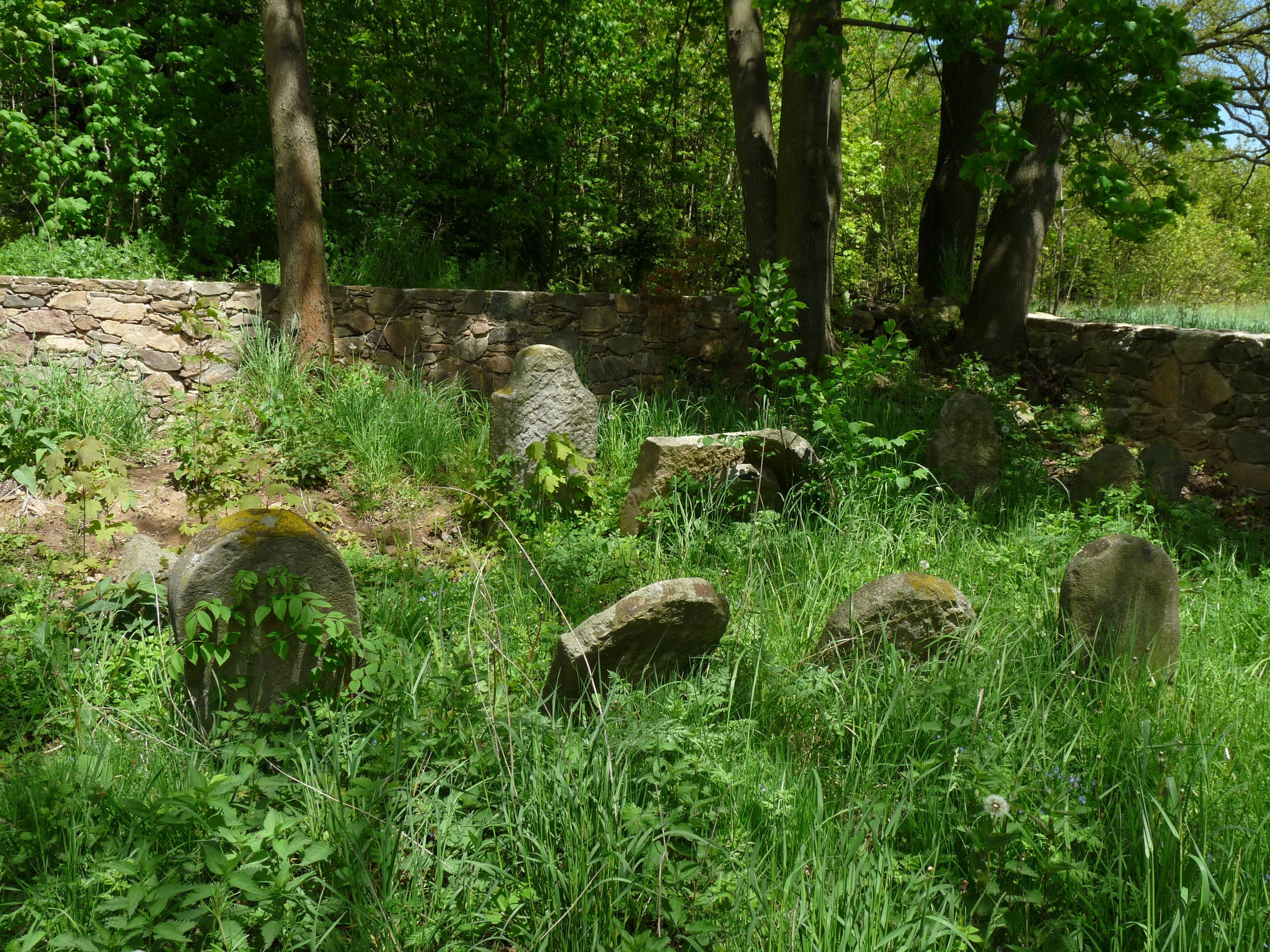
Jüdischer Friedhof in Pavlov u Rynárce

Der Jüdische Friedhof in Pavlov u Rynárce (deutsch Pawlow), einer Gemeinde im Okres Pelhřimov in Tschechien, wurde vermutlich im 17. Jahrhundert angelegt. Der jüdische Friedhof ist seit 1988 ein geschütztes Kulturdenkmal.
Auf dem Friedhof befinden sich nur noch wenige Grabsteine. 